# Coniopteryx cucuminicola
Coniopteryx cucuminicola är en insektsart som beskrevs av Meinander in Meinander och Penny 1982. Coniopteryx cucuminicola ingår i släktet Coniopteryx och familjen vaxsländor. Inga underarter finns listade i Catalogue of Life.